# 서울 양천고성지
서울 양천 고성지(서울 陽川古城址)는 대한민국 서울특별시 강서구 가양동에 있는 삼국시대의 성터이다. 조선 시대 양천현(陽川縣)의 주산(主山)인 해발 약 74m의 궁산(宮山)에 위치해 있다. 1992년 3월 10일 대한민국의 사적 제372호로 지정되었다.

## 개요
양천고성지는 서울특별시 강서구 가양동 궁산의 정상부에서 동~서쪽으로 뻗은 주능선과 남~북쪽으로 뻗은 가지능선의 상단부를 에워싸서 축조한 테뫼식산성이다. 궁산은 안양천과 한강이 합류되는 지점에 자리잡고 있는데 한강하류로 이어지는 요새지에 해당한다.
성 북쪽은 한강 쪽으로 경사가 급하고 남쪽은 급하지 않은 경사를 이루고 있다. 산꼭대기 부분을 둘러쌓은 산성으로 기록에 의하면 길이가 약 220ｍ이며 면적은 29,370m2(8,900평)라 한다.
임진왜란 때 권율장군이 이 성에 머물다가 한강을 건너가 행주산성에서 크게 이겼다는 이야기도 전한다. 행주산성(사적 제56호), 파주 오두산성(사적 제351호)과 더불어 옛날부터 한강 강어귀를 지키던 중요한 시설이었던 곳으로 의의가 크다.
《신증동국여지승람(新增東國輿地勝覽)》, 《여지도서(輿地圖書)》, 《대동지지(大東地誌)》 등의 옛 문헌에서도 이 성터에 대한 기록을 찾아볼 수 있다. 현재에도 해발 74m의 궁산에 성벽을 쌓았던 흔적으로 벽을 쌓을 때 안쪽에 심을 박아 쌓은 돌인 적심석과 성돌이 남아있다.
성 북쪽은 한강 쪽으로 급경사인 반면에 남쪽은 완만한 경사를 이루며, 성은 산중턱을 에워싼 테뫼식 산성인데 문헌상에 나타난 성의 길이는 729척이고 지정면적은 29,370m2(8, 900평)이다. 원래 이곳은 행주산성(幸州山城, 사적 제5호) 및 멀리 파주에 있는 오두산성(烏頭山城, 사적 제351호)과 더불어 고대로부터 한강 하구를 지키던 중요한 요새지였다. 속설에 의하면 임진왜란 때 권율 장군이 이 성에 머물렀다가 한강을 건너가 행주산성의 싸움에서 크게 이겼다고 전한다. 이 고성지 바로 아래에 서울특별시 기념물 제8호로 지정되어 있는 양천향교 터가 있다.

## 현지 안내문
이 성은 조선시대 양천현의 주산이었던 궁산(宮山)에 있는 테뫼식 산성이다. 《신증동국여지승람》 등에 이 성에 대한 기록이 남아 있으나, 정확한 내용은 알 수 없다. 궁산은 한강변에 있는 해발 74m의 나지막한 봉우리로, 산의 남쪽에 안양천이 흘러 한강과 만난다. 한강 건너편 북쪽에는 행주산성이 있어서 방어에 유리하다. 이 성은 궁산의 정상부에 있는 둘래 200m의 평지를 둘러 만든 것으로 보인다. 기록에 따르면 성벽의 길이는 218m다. 성벽은 돌로 기초를 만들고, 그 위에 토루를 쌓은 토석혼축성으로 추정된다. 몇 차례의 지표조사에서 통일신라시대의 토기조각과 기와조각이 다량으로 채집되었고, 강 건너에 있는 행주산성이 통일신라시대에 처음 만들어진 것으로 볼 때 양천고성도 통일신라시대에 처음 지어진 것으로 추정된다. 이 성은 행주산성, 파주의 오두산성 등과 함께 한강 어귀를 지키던 중요한 성이었다. 임진왜란 당시 권율 장군이 행주산성에서 대승을 거두기 전에 이 성에 머물렀다고 전해진다.

## 참고 자료
- 서울 양천고성지 - 국가유산청 국가유산포털

 본 문서에는 서울특별시에서 지식공유 프로젝트를 통해 퍼블릭 도메인으로 공개한 저작물을 기초로 작성된 내용이 포함되어 있습니다.